# Discriminarea în muncă
Discriminarea în muncă este o formă de discriminare bazată pe rasă, sex, religie, origine națională, dizabilitate fizică sau psihică, vârstă, orientare sexuală și identitate de gen din partea angajatorilor. Diferențialele de câștig sau diferențierea profesională - în cazul în care diferențele de salarizare provin din diferențe de calificare sau de responsabilitate - nu trebuie confundate cu discriminarea în muncă. Discriminarea poate fi intenționată și implică un tratament diferit al unui grup sau poate fi neintenționată, dar creează un impact diferit pentru un grup.

## Legături externe
- Official University of Toronto faculty profile page for Philip Oreopoulos which includes a CV as well as other research he has completed
- Official University of Toronto faculty profile page for Diane Dechief which includes a CV as well as other research she has completed